# Tango Rally Team
El Tango Rally Team, o Tango Sports Team, es una escudería argentina de automovilismo. Fue fundada en 2006, como producto de una alianza entre el piloto de rallies Marcos Ligato y el por entonces tenista David Nalbandián, quienes crearon este equipo con el fin de participar en competencias nacionales e internacionales de rally. Tras tres años de participación en esta especialidad, el equipo evoluciona en 2009, pasando a denominarse Grupo Tango Competición y anunciando el ingreso de la escudería en la categoría de automovilismo de pista, Turismo Carretera. En ese mismo año, Nalbandián se retira como socio accionario, pasando todo su paquete a manos de Ligato, quien quedaría a cargo del equipo en todos sus frentes.
El equipo debutó en el Turismo Carretera en 2009, compitiendo en esta categoría y en su divisional TC Pista hasta 2013, cuando Ligato decidió centrar todos los esfuerzos del equipo en la disciplina del Rally. De esta manera, el equipo volvió a su antigua denominación Tango Rally Team y al mismo tiempo, demostró acierto en su decisión al llevarse sucesivamente los títulos de 2014, 2015 y 2016 del Rally Argentino.
Tango es también propietaria de varios campeonatos argentinos de automovilismo, incluyendo el TC2000.

## Historia en el rally
El Tango Rally Team se constituyó en 2006 como producto de una alianza tejida entre el piloto argentino de rally, Marcos Ligato, y el por aquel entonces tenista David Nalbandián, quienes crearon inicialmente esta estructura para intervenir en el Grupo N4 del Campeonato Mundial de Rally, poniendo en pista un Mitsubishi Lancer para Ligato. Al mismo tiempo, el equipo también compulsó en categorías como el Rally Sudamericano o el Rally Federal Argentino. Previamente a ello, Ligato ya conocía lo que era ser campeón en la especialidad, habiéndose llevado en 2005 el título de campeón del Grupo de Producción N4, del Campeonato Argentino de Rally, al comando de un Subaru Impreza.
En 2009, Nalbandián decide retirarse del equipo, con el objetivo de centrar sus esfuerzos en su campaña deportiva como tenista y pasando todas sus acciones a Ligato.
En 2011, el Grupo Tango consiguió tejer una alianza importante con General Motors de Argentina para poner en pista y desarrollar las nuevas unidades del Chevrolet Agile, con vistas a encarar la temporada 2011 del Rally Federal Argentino, dentro de la novel categoría Maxi Rally, donde este modelo se encuentra homologado.

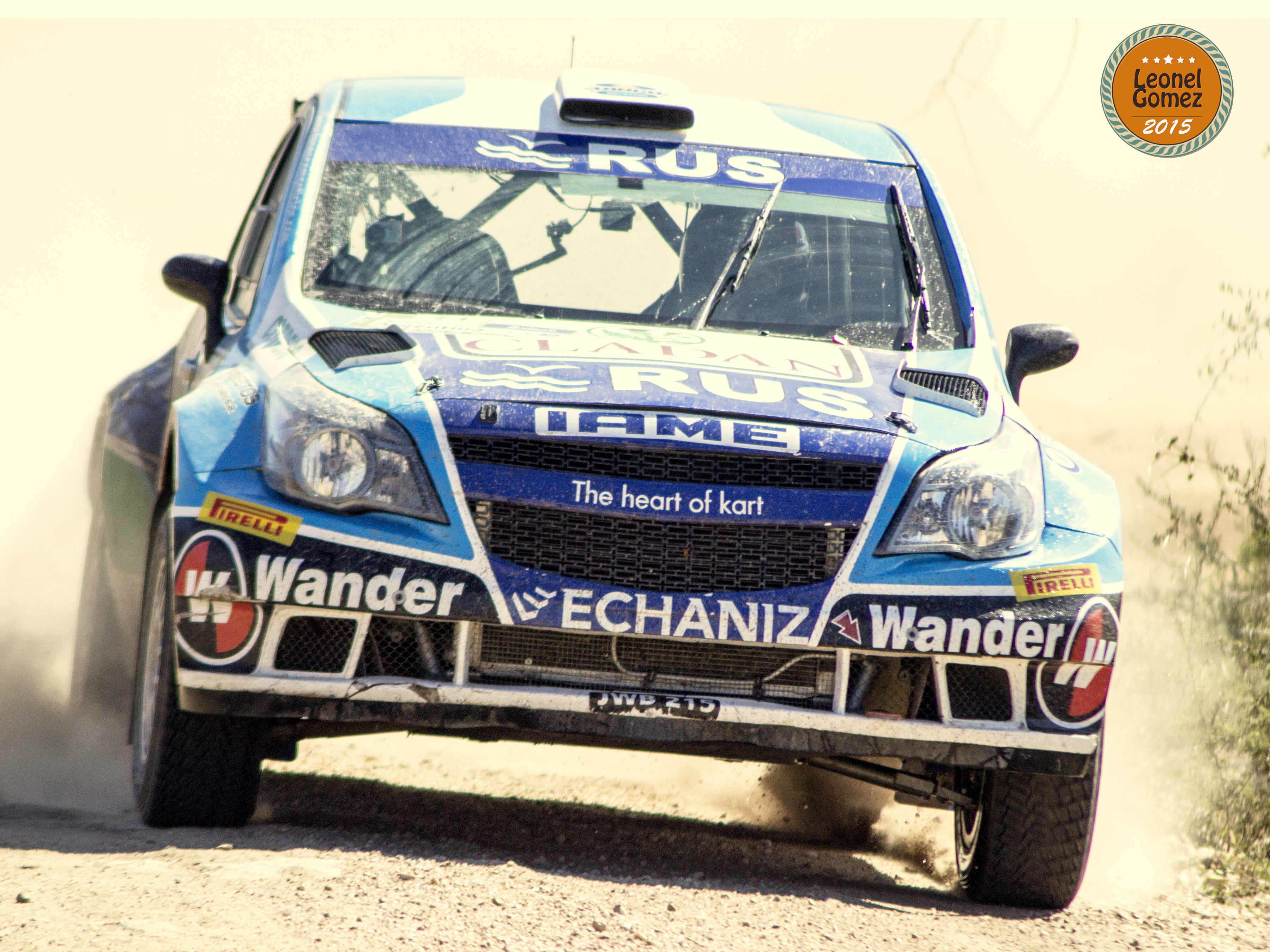
Chevrolet Agile MR de Ligato en 2015.

En 2014 y tras haberse retirado de las pistas, el equipo retomó su antigua denominación de Tango Rally Team. Ya sin apoyo oficial de Chevrolet, pero con el fuerte acompañamiento de Río Uruguay Seguros, el equipo continua con el desarrollo de los Chevrolet Agile de la clase Maxi Rally, a la vez de disponer de unidades Mitsubishi Lancer para el grupo RC2N (sucesor del Grupo N4). En este sentido, se suceden también los debuts de dos exdeportistas provenientes de otras disciplinas, al volante de los coches del Tango, como ser el exfutbolista Claudio López o el otrora socio de Ligato en la fundación del equipo David Nalbandián, quien dejaba el tenis para iniciarse en el automovilismo. Con estos ingredientes, Ligato volvería a la carga con el objetivo de alcanzar la tan ansiada corona, lo cual terminaría concretándose en este mismo año. De esta manera, el equipo mostró acierto en su decisión de centrarse al 100% en la disciplina del Rally, repitiendo el éxito tres veces más y entregandole a Ligato su primer tetracampeonato consecutivo en la categoría (2014, 2015, 2016 y 2017).
Por otra parte, en 2016 el extenista mundial David Nalbandián logró su primera consagración en automovilismo, al obtener la Copa Maxi Rally. Si bien la racha ganadora se terminó cortando en 2018 con la consagración de Federico Villagra, en 2019 el equipo retomó la senda triunfal de la mano de Miguel Baldoni, quien reeditó los títulos de Ligato al comando del Chevrolet Agile.Por otra parte, esta temporada el equipo experimentó un cambio desde lo institucional, ya que se produjo el traspaso de la propiedad del Tango Rally Team a manos de los hermanos Alejandro y Diego Levy, quienes a su vez nombraron a Ligato como director deportivo.
En 2022, Ligato ganó su quinto y último título con la escudería, siendo además su última temporada como piloto profesional.

## Otras disciplinas
En 2009, el equipo desembarcó en el Turismo Carretera, donde pasa a denominarse Tango Competición. El equipo consigue su entrada a la máxima categoría nacional, luego de adquirir la unidad Torino Cherokee del piloto Patricio Di Palma, quien al mismo tiempo fue su primer piloto.  Finalmente, en 2013 y tras varias participaciones en categorías de automovilismo de velocidad, Ligato decidió retirar su equipo de las divisionales de ACTC, siendo este el último año del equipo dentro de los circuitos. No obstante, ese mismo año volvería a alcanzar el subcampeonato del Rally Argentino, siendo derrotado por Federico Villagra y repitiendo lo logrado en 2012. Estos resultados, sumados a una serie de resultados adversos en el plano de los turismos de pista, serían el factor principal de la decisión tomada a fines de ese año.
Tango, a su vez, es propietaria del Campeonato Argentino de Rallycross, del Top Race y del TC2000. Este último fue adquirido al Grupo Clarín en 2022.

## Títulos
| Año  | Categoría                         | Piloto           | Automóvil          |
| ---- | --------------------------------- | ---------------- | ------------------ |
| 2014 | Rally Argentino, Clase Maxi Rally | Marcos Ligato    | Chevrolet Agile MR |
| 2015 | Rally Argentino, Clase Maxi Rally | Marcos Ligato    | Chevrolet Agile MR |
| 2016 | Rally Argentino, Clase Maxi Rally | Marcos Ligato    | Chevrolet Agile MR |
| 2016 | Rally Argentino, Copa Maxi Rally  | David Nalbandian | Chevrolet Agile MR |
| 2017 | Rally Argentino, Clase Maxi Rally | Marcos Ligato    | Chevrolet Agile MR |
| 2019 | Rally Argentino, Clase Maxi Rally | Miguel Baldoni   | Chevrolet Agile MR |
| 2022 | Rally Argentino, Clase RC2        | Marcos Ligato    | Citroën C3 Rally2  |